# Methanococcoides methylutens
Methanococcoides methylutens es metilotrofo marino y arquea metanógena, la especie tipo de su género. Se usa trimetilamina, dietilamina, monoetilamina, y metanol como sustratos para crecer y metanogénesis. Las células no móviles, cocos irregulares en forma, 1 μm en diámetro, Gram-negativas y no forma esporas. La ocurrir solo o en parejas. TMA-10 es la cepa tipo (ATCC 33938). Fue aislado de sedimentos marinos.

## Genoma
Su genoma tiene 15 cóntigo, 2,508,511 apareamientos de bases, y contenido GC de aproximadamente 42.5%.

## Otras lecturas
- Sowers, Kevin R.; Ferry, James G. (1985). «Trace metal and vitamin requirements of Methanococcoides methylutens grown with trimethylamine». Archives of Microbiology 142 (2): 148-151. ISSN 0302-8933. doi:10.1007/BF00447058.
- Maitra, P.K.; Bhosale, S.B.; Kshirsagar, Deepa C; Yeole, T.Y.; Shanbhag, Archana N (2001). «Metabolite and enzyme profiles of glycogen metabolism inMethanococcoides methylutens». FEMS Microbiology Letters 198 (1): 23-29. ISSN 0378-1097. doi:10.1111/j.1574-6968.2001.tb10614.x.
- Lyimo, Thomas J.; Pol, Arjan; Jetten, Mike S. M.; Op den Camp, Huub J. (febrero de 2009). «Diversity of methanogenic archaea in a mangrove sediment and isolation of a new Methanococcoides strain». FEMS Microbiology Letters (Wiley-Blackwell Publishing, Inc.) 291 (2): 247-253. ISSN 0378-1097. PMID 19146579. doi:10.1111/j.1574-6968.2008.01464.x.